# Суыксай
Суыксай (каз. Суықсай) — село в Аксуском районе Жетысуской области Казахстана. Административный центр Суыксайского сельского округа. Код КАТО — 193277100.

## География
Расположено у подножья гор Джунгарского Алатау. Река Буйен делит село на две части.

## Население
В 1999 году население села составляло 1103 человека (576 мужчин и 527 женщин). По данным переписи 2009 года, в селе проживало 1138 человек (601 мужчина и 537 женщин).